# Cellule bulliforme

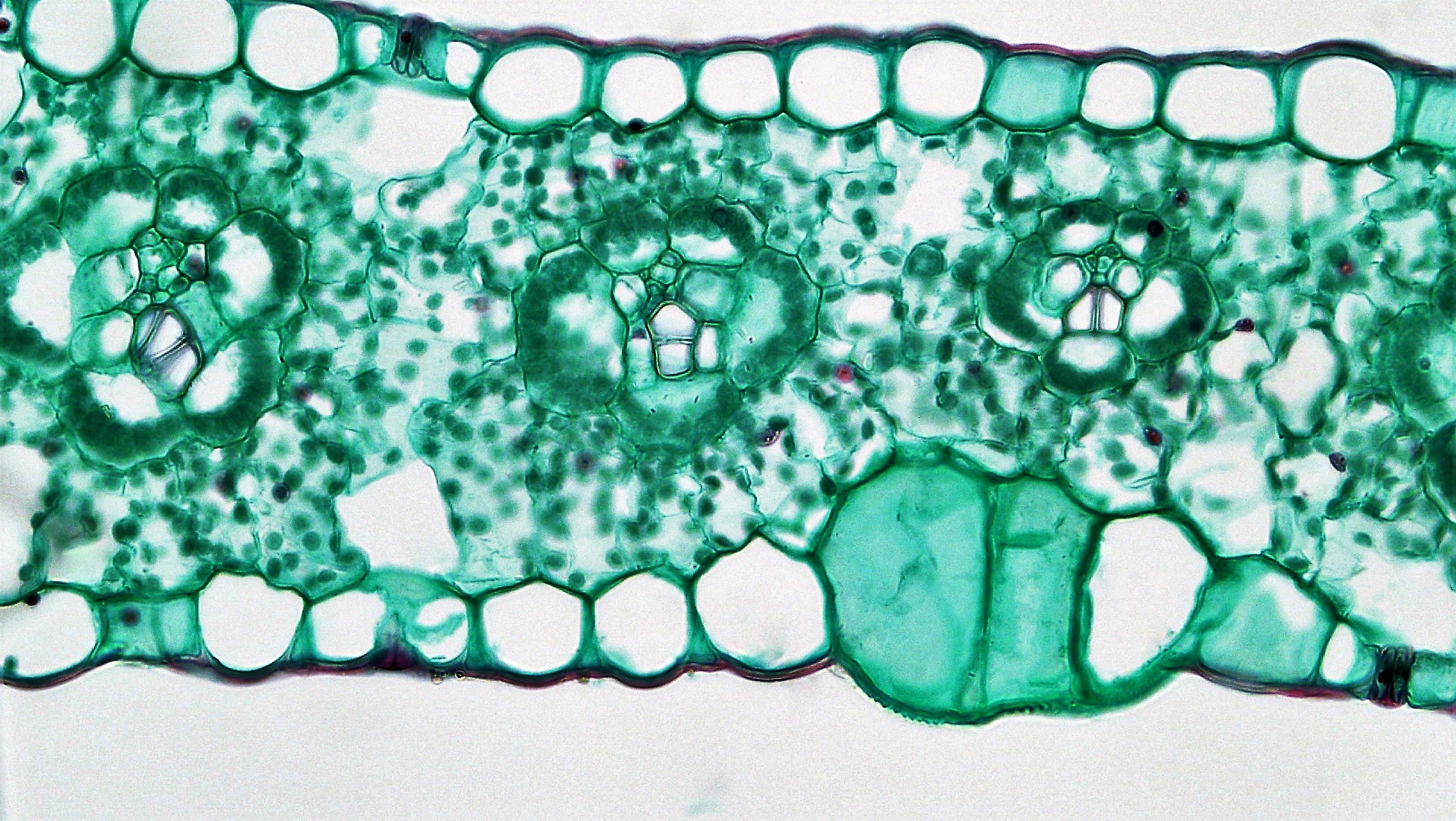
Photo de cellules bulliformes prise au microscope.

Les cellules bulliformes sont de grandes cellules  épidermiques en forme de bulles qui sont présentes à la face supérieure des feuilles de nombreuses espèces de plantes monocotylédones, en particulier chez certaines graminées. Ces cellules, formant un tissu bulliforme, sont présentes sur la face adaxiale ou supérieure de la feuille. Elles se trouvent généralement près de la nervure médiane. Ces cellules sont grandes, vides et incolores.
Le mode de fonctionnement des cellules bulliformes peut être expliqué de la manière suivante :
Lorsque l'approvisionnement en eau de la plante est suffisant, les cellules bulliformes absorbent l'eau et de ce fait elles deviennent turgescentes. Cela permet au limbe foliaire de se redresser et d'être pleinement exposé au soleil. Le redressement des feuilles favorise la perte d'eau par les stomates. En revanche, lorsque l'approvisionnement en eau est insuffisant, ces cellules perdent de l'eau et deviennent flasques. De ce fait, en période de stress hydrique, le limbe foliaire se recourbe  vers l'intérieur de sorte que la feuille est moins exposée. L'enroulement de la feuille minimise la perte d'eau. Le rôle des cellules bulliformes est donc de minimiser la perte d'eau dans les périodes de conditions défavorables ou de stress hydrique.
En période de sécheresse, la perte d'eau à travers les vacuoles entraîne une réduction de la taille des cellules bulliformes, ce qui permet chez de nombreuses espèces de graminées la fermeture des feuilles, les deux bords du limbe se repliant l'un vers l'autre. Lorsque l'eau est à nouveau disponible, ces cellules augmentent de taille forçant les feuilles à s'ouvrir.
Les feuilles enroulées offrent moins d'exposition à la lumière du soleil, elles reçoivent donc moins de chaleur, ce qui réduit l'évaporation et permet de conserver l'eau restant dans la plante. Les cellules bulliformes se trouvent chez de nombreuses familles de  monocotylédones, mais sont probablement mieux connues chez les graminées. On pense qu'elles jouent un rôle dans le déploiement des feuilles en croissance et dans l'enroulement et le déroulement des feuilles adultes en réponse aux alternances de périodes sèches et humides
Selon certains auteurs, toutefois, s'il n'y a aucun doute sur le fait que les cellules bulliformes sont turgescentes lorsque la feuille est ouverte et qu'elles sont flasques lorsqu'elle est fermée, il n'est pas certain que c'est la turgescence de ces cellules qui est à l'origine du mouvement. L'enroulement et le déroulement des feuilles semble toujours liée à la perte ou à l'apport d'eau, mais les mouvements peuvent être attribués à des modifications des fibres foliaires plutôt qu'à l'épiderme. Des expériences ont montré que ces mouvements peuvent en effet se produire parfaitement après excision du tissu bulliforme des feuilles. Dans ce cas la fonction des cellules bulliformes reste à élucider.   